# 豊田高岡郵便局
豊田高岡郵便局（とよたたかおかゆうびんきょく）は愛知県豊田市にある郵便局。民営化前の分類では集配普通郵便局であった。

## 概要
住所：〒473-8799 愛知県豊田市若林西町六反ケ坪13-1

## 沿革
- 1917年（大正6年）11月11日 - 高岡郵便局として開局。
- 1964年（昭和39年）12月10日 - 簡易な電話の加入および料金に関する事務を除く電話交換業務を、豊田電報電話局に移管[1]。
- 1969年（昭和44年）3月24日 - 特定郵便局から普通郵便局に局種別改定するとともに、豊田高岡郵便局に改称。同日、電話通話、和文電報受付・配達、電話の加入および料金に関する簡易な事務の各業務を、豊田高岡電報電話局に移管。
- 1974年（昭和49年）4月1日 - 和文電報受付および電話通話業務を開始。
- 2000年（平成12年）8月14日 - 外国通貨の両替および旅行小切手の売買に関する業務取扱を開始。
- 2007年（平成19年）10月1日 - 民営化に伴い、併設された郵便事業豊田高岡支店に一部業務を移管。
- 2012年（平成24年）10月1日 - 日本郵便株式会社発足に伴い、郵便事業豊田高岡支店を豊田高岡郵便局に統合。

## 取扱内容
- 郵便、印紙、ゆうパック、内容証明
- 貯金、為替、振替、振込、国際送金、外貨両替・トラベラーズチェック、国債、投資信託
- 生命保険、バイク自賠責保険、自動車保険
- ゆうちょ銀行ATM
- 「473-09xx」区域（豊田市の一部）の集配業務
- ゆうゆう窓口

## 周辺
- 愛知県立豊田南高等学校
- 豊田市立若林西小学校
- 国道155号

## アクセス
- 名鉄三河線 若林駅から北へ約600m、徒歩で約7分。
- ふれあいバス 「Aコープ若林店」バス停下車。
- 伊勢湾岸自動車道 豊田南ICおよび衣浦豊田道路 生駒ICから北東へ約3km、東名高速道路 豊田ICから南西へ約5.5km。
- 駐車場あり：全19台分を用意。